# (300186) 2006 WG64
(300186) 2006 WG64 es un asteroide perteneciente al cinturón de asteroides descubierto el 17 de noviembre de 2006 por el equipo del Mount Lemmon Survey desde el Observatorio del Monte Lemmon, Arizona, Estados Unidos.

## Designación y nombre
Designado provisionalmente como 2006 WG64.

## Características orbitales
2006 WG64 está situado a una distancia media del Sol de 3,086 ua, pudiendo alejarse hasta 3,245 ua y acercarse hasta 2,927 ua. Su excentricidad es 0,051 y la inclinación orbital 10,77 grados. Emplea 1980,76 días en completar una órbita alrededor del Sol.

## Características físicas
La magnitud absoluta de 2006 WG64 es 15,8. Tiene 4,76 km de diámetro y su albedo se estima en 0,041. 